# Century Building (Nueva York)
El Century Building (anteriormente también conocido como Drapery Building) es un edificio de estilo Queen Anne en 33 East 17th Street entre Park Avenue South y Broadway en Union Square, Manhattan, Nueva York. Fue diseñado por William Schickel y construido en 1880–1881 por Arnold Constable & Company. El Edificio Century consta de cinco plantas rematadas por un ático de un piso y medio.
El Century Building fue construido como un desarrollo especulativo sin inquilino principal. El edificio contenía la sede de Century Publishing Company desde 1881 hasta 1915, y también fue ocupado por otras empresas comerciales e industriales. Dejada vacante a fines de la década de 1970, se transformó en una librería Barnes & Noble en 1995. El Century Building fue designado un hito de la ciudad de Nueva York en 1986, y se agregó al Registro Nacional de Lugares Históricos en 1997. 

## Historia

### Planeación y construcción
Union Square se diseñó por primera vez en el Plan de los Comisionados de 1811, se amplió en 1832 y luego se convirtió en un parque público en 1839. La finalización del parque condujo a la construcción de mansiones a su alrededor, y el hotel Everett House, ubicado en 33 East 17th Street, fue uno de varios edificios de moda completados alrededor de Union Square. Después de la Guerra de Secesión, Union Square se convirtió en un área principalmente comercial y muchas mansiones fueron destruidas, incluida Everett House. Esto coincidió con una tendencia general en el desarrollo donde se estaban desarrollando lotes previamente vacíos al norte del Bajo Manhattan. Arnold Constable & Company fue una de las empresas que adquirió terrenos en el área, comprando varios lotes en el extremo norte de Union Square, incluido el sitio de la antigua Casa Everett, en 1867. Arnold Constable & Co. tenía la intención de desarrollar el sitio de Everett para su nueva tienda e incluso firmó un acuerdo con los propietarios anteriores para preservar un "patio de luces" en el sitio, pero finalmente decidió construir su tienda en la esquina cercana de Broadway y la calle 19.
La familia Arnold se quedó con la propiedad durante más de una década, con la intención de obtener ingresos por alquiler del sitio aún sin desarrollar; en 1879, se encargó al arquitecto de la familia, J. William Schickel, que creara planos para un "edificio comercial especulativo" en el sitio, sin un inquilino principal para el edificio. En ese momento, la actividad del mercado inmobiliario se había recuperado del pánico de 1873, aunque las propiedades todavía eran relativamente baratas y la población estaba creciendo. Según Real Estate Record & Guide, el desarrollo comercial se concentraba alrededor de la calle 14, la calle 23 y Union Square. La construcción del edificio comenzó en abril de 1880 y se completó 11 meses después, en marzo de 1881, con un costo total de construcción de 300 000.

### Uso delsigloXIX
Arnold & Constable Co. pudo alquilar el edificio piso por piso a pesar de no tener un inquilino principal. Uno de los inquilinos originales del edificio fue Century Company, que publicó la popular revista The Century Magazine para adultos y St. Nicholas Magazine para niños. Comenzaron a alquilar el espacio del quinto piso para su sede en septiembre de 1881, atraídos por la proximidad a un parque, así como por la ubicación del edificio dentro de lo que entonces era el centro comercial de Manhattan. Arnold & Constable también alquiló espacio a varios inquilinos a largo plazo, incluidos los tapiceros Johnson & Faulkner y el arquitecto George B. Post, así como los sombrereros Worthington & Smith y los fabricantes de ropa Earl & Wilson. La denominación "Century Building" probablemente se hizo popular después de que la empresa colocara un letrero en la azotea en noviembre de 1882.
El encuadernador G. W. Alexander se mudó al último piso en 1886, lo que provocó que varios otros inquilinos se quejaran de que los materiales inflamables de la empresa representaban un riesgo de incendio, pero los propietarios no reaccionaron. El 7 de julio de 1888, una olla de pegamento en llamas se incendió, destruyó el techo y el piso superior y provocó daños significativos en los otros pisos del edificio que se produjeron cuando el Departamento de Bomberos de la ciudad de Nueva York abrió agujeros en el techo para detener el fuego. El edificio y sus inquilinos sufrieron un total de 195 000 dólares en daños. Más tarde, dos bomberos fueron despedidos de la fuerza luego de ser acusados de robar collares de Earl & Wilson.
El Century Building se hizo conocido a nivel nacional debido al prestigio de sus inquilinos. The Century Company mostró su Exposición Mundial Colombina en el Century Building en diciembre de 1893. Una historia se refería a un niño fugitivo de Indiana que se escapó en 1895 "para buscar [su] fortuna", solo para encontrarse con un papel que contenía la dirección "33 East Seventeenth Street New-York".

### SiglosXXyXXI
Otro incendio en el tercer piso, en agosto de 1903, destruyó gran parte de las existencias de HS Tavshanjian Rug Company, que estaba ubicada en el cuarto piso. Las pérdidas posteriores de la empresa de alfombras se estimaron en 55 000 dólares, y la empresa subastó todo su inventario por casi medi millón de dólares.
Century se mudó a nuevos barrios en 1914-1915. Poco después, la distribuidora de libros Baker & Taylor también se mudó a otro lugar. En la década de 1920, Union Square se estaba convirtiendo en un vecindario dedicado principalmente a la fabricación y la venta al por mayor, y los inquilinos restantes del Century Building incluían a Johnson & Faulkner y Earl & Wilson. Los inquilinos posteriores que ocuparon el edificio en la década de 1930 incluyeron a William Shaland Toys and Novelties, así como a Ferguson Brothers Manufacturing Company. La American Drapery & Carpet Company fue el último inquilino de la planta baja del edificio antes de que quedara vacante a fines de la década de 1970 y, como tal, a veces se le llamaba Drapery Building.
A principios de la década de 1990, un observador llamó a 33 East 17th Street una "monstruosidad". Related Companies y Carlyle Group arrendaron el edificio en 1994, después de quince años de desocupación. y Related luego tomaron posesión del edificio en 1995. La fachada fue restaurada en 1994-1995 por Li/Saltzman Architects, mientras que Related Companies renovaron el resto del edificio para acomodar una librería Barnes & Noble de cuatro pisos. La librería, que abrió a fines de 1995, fue uno de varios edificios en el área de Union Square que fueron remodelados por Related Companies. La renovación de Li/Saltzman recibió el premio Preservation Award for Restoration de la Municipal Art Society en 1996.

## Arquitectura

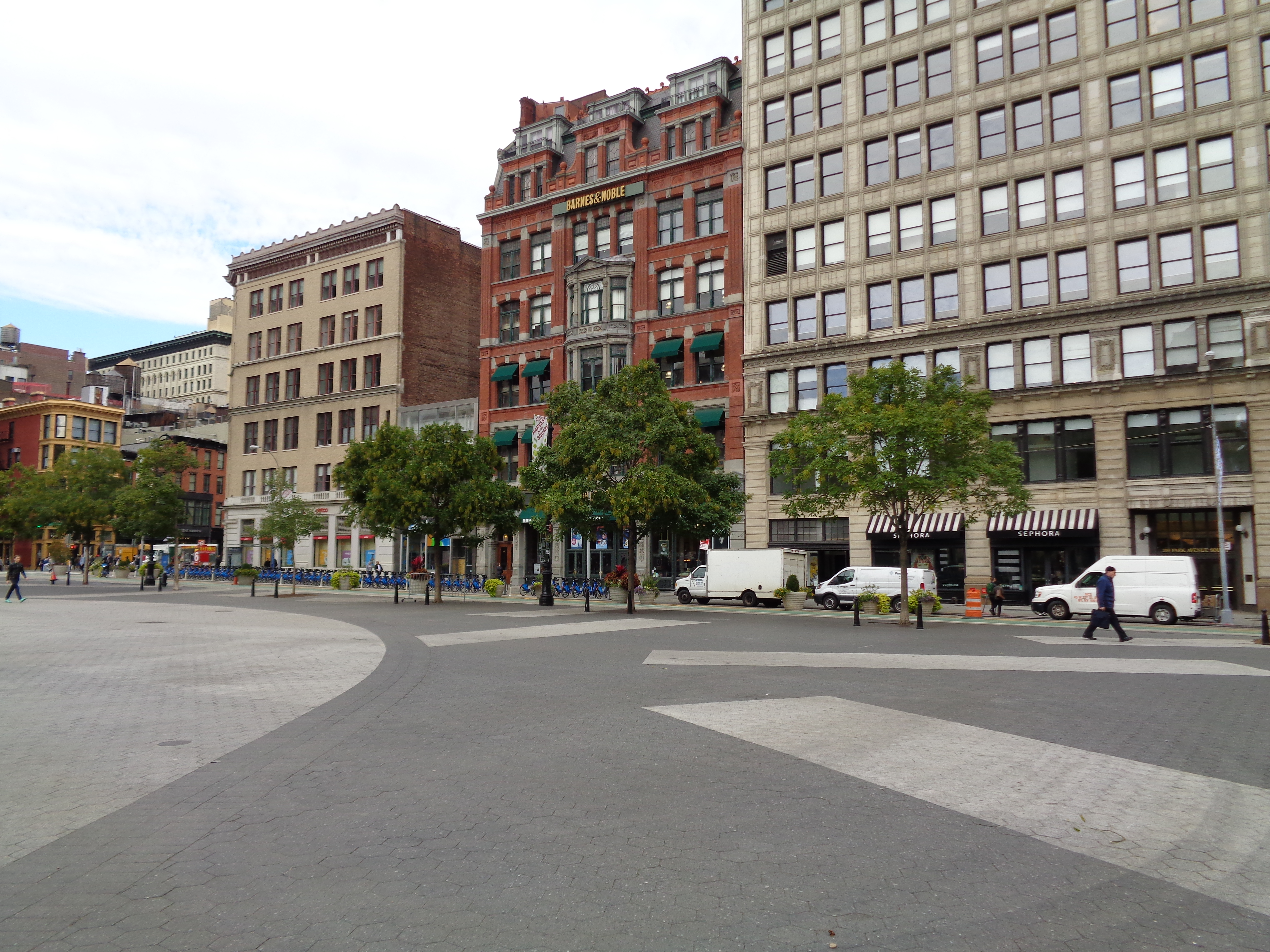
Desde Union Square; la base del edificio Everett se puede ver a la derecha

El Century Building fue diseñado por J. William Schickel. El edificio es inusual porque es uno de los relativamente pocos edificios comerciales en el estilo Reina Ana dentro de la ciudad de Nueva York. Utilizado por primera vez en los Estados Unidos en la década de 1860, el estilo Reina Ana incluía fachadas de ladrillo asimétricas, molduras decorativas de piedra, ornamentación elaborada y techos interrumpidos por buhardillas o gabletes. El estilo se utilizó por primera vez para edificios residenciales suburbanos y rurales hasta que las Cámaras de Nueva Zelanda de Richard Norman Shaw, un edificio comercial ahora demolido en Londres, se construyó con ese estilo en 1871. Schickel se inspiró mucho en el diseño de Shaw para New Zealand Chambers.

### Forma
La estructura tiene una planta en forma de L y se extiende hacia el norte a lo largo de todo el ancho de la manzana, con una dirección secundaria en 38-46 East 18th Street. El frente de la calle 18, que mide 37 m, es un poco más largo que el frente de la calle 17, que mide 22 m

### Fachada
El uso de molduras y paneles de terracota en el Century Building era inusual para un edificio comercial en ese momento. La fachada principal del edificio es la fachada de tres bahías de ancho en la calle 17 hacia el sur. Los elementos de la fachada de la calle 17 que están inspirados en otros edificios incluyen un mirador en el segundo piso, una entrada descentrada a nivel del suelo, pilastras de ladrillo decoradas, herrajes ornamentados y relieves en piedra con motivos de los siglos XVII y XVIII. La fachada de la calle 18 hacia el norte es una versión simplificada de la fachada de la calle 17. Schickel también incluyó algunos elementos arquitectónicos Neo-Grec, como la fachada en gran parte ininterrumpida, las pilastras de hierro decoradas en el nivel del suelo y el estilo "en forma de cuadrícula" formado por los pilares verticales y las divisiones horizontales entre los pisos.

#### Calle 17

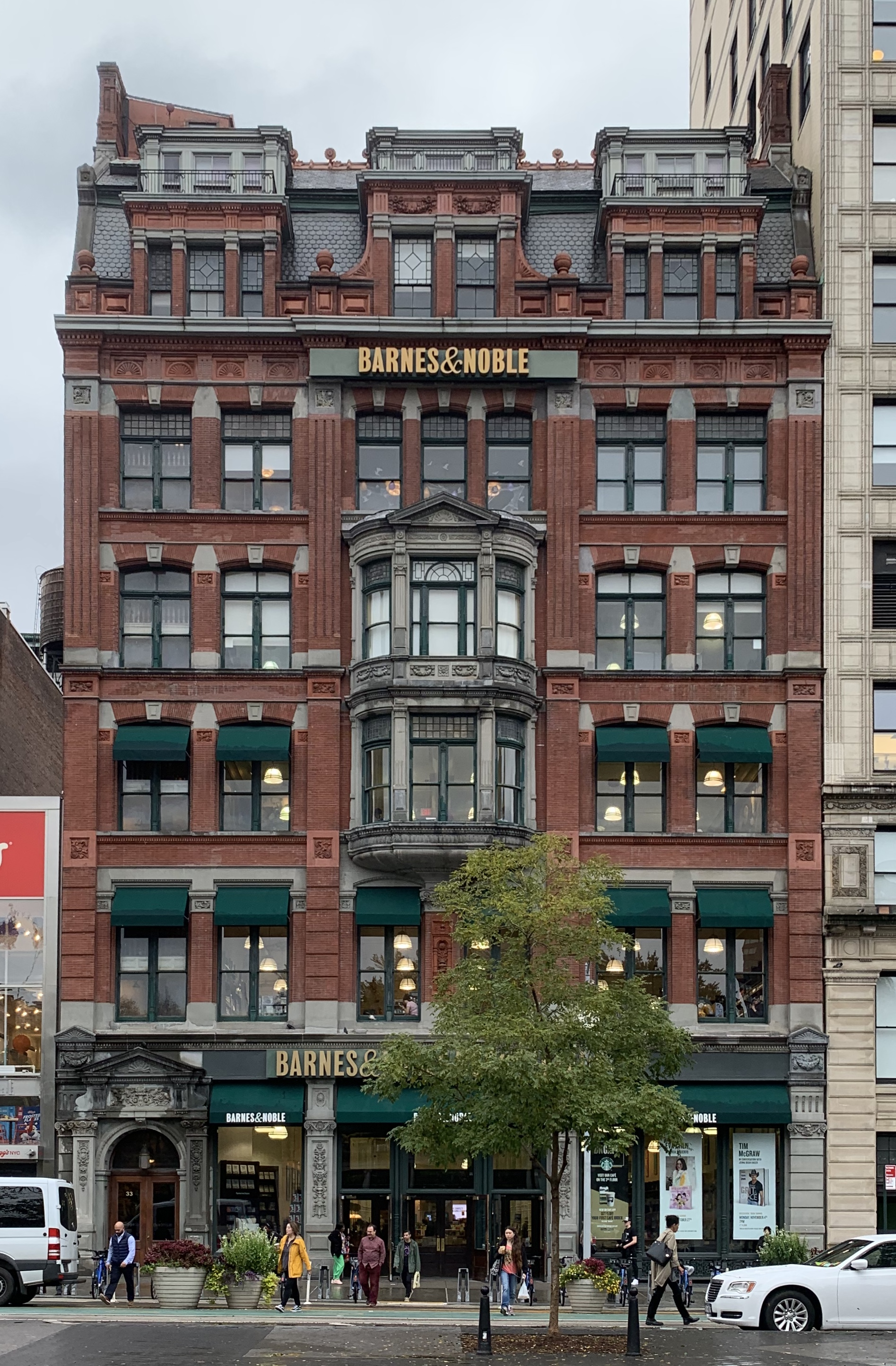
Fachada de la calle 17

La fachada de la calle 17 tiene tres tramos arquitectónicos y tres capas de articulación: el comercio minorista de un solo piso a nivel del suelo, los cuatro pisos de pisos de oficinas arriba y el de ático de un piso y medio con buhardillas que sobresalen del techo inclinado.
A nivel del suelo, la entrada principal se encuentra en el lado izquierdo (oeste) de la fachada, que conduce a las escaleras a los pisos superiores. Los pilares revestidos de piedra con capiteles decorados dividen la fachada a nivel del suelo en tres secciones principales, que a su vez se subdividen en varias secciones más pequeñas. Entre los dos pilares centrales se encuentra la entrada de Barnes & Noble, con dos conjuntos de tres puertas dobles. El resto de la fachada tiene ventanas de altura completa con marcos de hierro. Las aberturas de las ventanas del sótano han sido selladas y cubiertas con rejas de hierro. Inmediatamente por encima de la planta baja, la fachada tiene molduras de terracota y piedra, y encima de eso, ladrillo rojo. Una cornisa se encuentra por encima del nivel del suelo.
Los pisos segundo a quinto comprenden la sección central de la articulación vertical de la fachada y tienen un paramento mayormente de ladrillo, con molduras de piedra en la parte inferior del cuarto piso y en la parte superior del quinto. Los vanos están separados por pilastras de ladrillo con estilo menor, que sobresalen ligeramente de la fachada. En los pisos segundo a quinto, los tramos a la izquierda (oeste) y a la derecha (este) tienen cada una dos ventanas grandes. Las ventanas del segundo y quinto pisos son rectangulares, mientras que las del tercero y el cuarto están ligeramente arqueadas. El tramo central tiene ventanas más ornamentadas, excepto en el segundo piso, que también tiene dos grandes ventanas rectangulares. El tramo central en el tercer y cuarto pisos tiene una ventana mirador que sobresale ligeramente y tiene tres paneles de ventana, siendo el panel de la ventana central el doble de ancho que los paneles laterales. El mirador tiene un frontón triangular encima. El quinto piso tiene tres ventanas rectangulares estrechas de igual tamaño. Los dinteles de las ventanas del segundo piso son de piedra, mientras que las del tercer al quinto pisos tienen dinteles de ladrillo con claves de piedra. Un entablamento de ladrillos de orden dórico y una cornisa de piedra recorren la moldura de piedra del quinto piso.
Los pisos superiores consisten en un techo abuhardillado que incluye el ático del sexto piso. Tres buhardillas con cara de ladrillo sobresalen del techo, correspondientes a los tramos arquitectónicos de abajo; las buhardillas de los lados tienen tres ventanas, mientras que la buhardilla central tiene dos ventanas. La parte superior de las buhardillas originales incluía tablillas con frontones, pero S. Edison Gage agregó otra fila de buhardillas en la línea del techo en 1913. Estas tienen una articulación similar a las buhardillas originales, aunque están revestidas con terracota en lugar de ladrillo. Una balaustrada de ladrillo corre por encima de las buhardillas de ladrillo originales, justo debajo de la línea del techo. Un cobertizo de ascensor y una chimenea están ubicados detrás de la buhardilla más occidental (más a la izquierda).

#### Calle 18
La fachada de la calle 18 también se divide en tres capas de articulación, aunque el diseño es mucho más simple. Esta fachada está dividida en cinco tramos, separados por pilastras de ladrillo ligeramente sobresalientes. A nivel del suelo, las tres tramosmás al este (más a la izquierda) tienen grandes ventanas con marco de metal, con rejillas que cubren las antiguas aberturas de las ventanas desde el sótano. El tercer tramo también tiene una salida de emergencia. El cuarto tramo tiene una puerta de garaje de metal enrollable y la quinta, la más occidental, tiene una entrada de servicio. Hay pequeñas ventanas sobre la puerta del garaje y la entrada de servicio en los tramos cuarto y quinto. Una cornisa de piedra corre por encima del nivel del suelo.
En los pisos segundo a sexto, cada tramo tiene tres ventanas. Las partes superior e inferior de las ventanas rectangulares del segundo piso tienen molduras de piedra. Hay piedras angulares sobre las ventanas ligeramente arqueadas del tercer y cuarto piso, y sobre las ventanas rectangulares del quinto y sexto piso. Hay una escalera de incendios entre los tramos tercero y cuarto, hacia la parte occidental de esta fachada. Una cornisa, sostenida por basamentos de piedra que se adosan a los pilares verticales, recorre la fachada entre los pisos quinto y sexto.